# Vezičevo
Vezičevo (cyr. Везичево) – wieś w Serbii, w okręgu braniczewskim, w gminie Petrovac na Mlavi. W 2011 roku liczyła 368 mieszkańców.